# Палово
Палово (пол. Pałowo) — село в Польщі, у гміні Постоміно Славенського повіту Західнопоморського воєводства.
Населення — 156 осіб (2011).
У 1975-1998 роках село належало до Слупського воєводства.

## Демографія
Демографічна структура станом на 31 березня 2011 року:
|          | Загалом | Допрацездатний вік | Працездатний вік | Постпрацездатний вік |
| -------- | ------- | ------------------ | ---------------- | -------------------- |
| Чоловіки | 83      | 23                 | 55               | 5                    |
| Жінки    | 73      | 12                 | 48               | 13                   |
| Разом    | 156     | 35                 | 103              | 18                   |